# Corythalia peckhami
Corythalia peckhami là một loài nhện trong họ Salticidae.
Loài này thuộc chi Corythalia. Corythalia peckhami được Alexander Petrunkevitch miêu tả năm 1914.